# Левевиль
Замок Левевиль (фр. Levéville или фр. Levesville) находится в предместье города Шартр Байо Левек (фр. Bailleau-l’Evêque), департамент Эр и Луар. Построен в XV—XVII веках, относится к избранному числу замков Луары.

## История
Замок Левевиль расположен на плоскогорье, возвышающимся над Шартром в департаменте Эр и Луар.
Первые владельцы по имени Levéville, Levoisvilla, Levaisvilla или Levesvilla упоминаются в конце XI века в картуляриях аббатств Святого отца в Шартре и Жозафа (фр. Josaphat) в Леве (фр. Lèves) шартрского региона. Вассалы епископов Шартра, сеньоров Leveville были также горячими защитниками первых графов Шартра.
В течение более чем двух веков имена рыцарей Leveville присутствуют в истории Шартра и его окрестностей. Согласно нескольким печатям коллекции Gaignières национальной Библиотеки первые местные вельможи носили следующие доспехи.
Вероятно, именно Mишель Ле Ваше, прозванный Levéville, между 1479 и 1506 годами отдает приказ о строительстве нового замка, окруженного рвами с водой, и состоящего из главного жилого здания, подъемного моста с входным замком, позволяющим преодолеть ров и войти во двор замка. Последний, в свою очередь, был со всех сторон обнесен стенами, а по бокам находились башни с артиллерийскими орудиями того времени (мушкетами и кулевринами). Вторая крепостная стена защищала замок, его двор и рвы. В ней также находились башни, окруженные рвами.

В апреле 1656 года, жалованной грамотой короля земли Levéville получают статус округа, подчиненного сеньору, по просьбе нового владельца, который объединяет в свои владения находящиеся рядом феоды: 
…ему принадлежит владение Levéville включая замок, окруженный рвом, башнями и подъемным мостом, право разрешения мелких и важнейших дел, вынесения смертного приговора, большое число вассалов и вавасаллов, принадлежащих к окрестным приходам…

На гравюре 1696 года, выполненной Геньером (Gaignières), замок Левевиль (Levéville) предстает таким, каким он был в то время. 

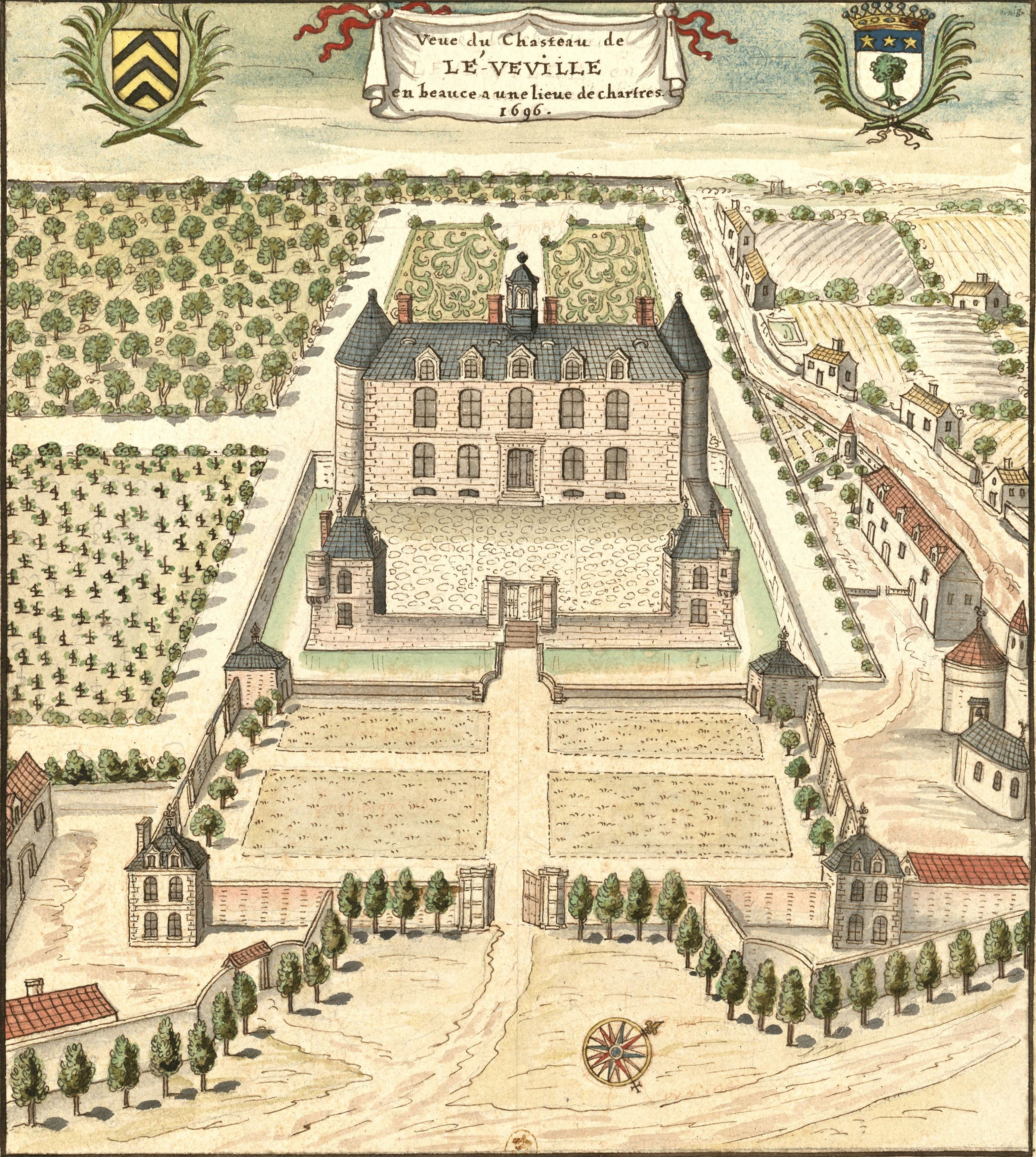
Замок Левевиль, 1696 год

В июле 1610 года новым владельцем Levéville стал Франсуа III Брисонэ (François III Briçonnet) как и его отец, советник короля и распорядитель счетной палаты Парижа, а ближе к концу жизни её глава. После женитьбы на Анн де Ланд (Anne des Landes), госпоже Маньвиль (Magneville) близ Манта, он отдает приказ о реконструкции замка de Levéville в стиле Людовика XIII. Результатом явился фасад правой стороны, выполненный в кирпиче двух цветов, а также установка на крыше слуховых окон и колокольни, покрытой куполом на небольших колоннах. Вероятно, что в это же время были снесены две из четырёх башен замка Мишеля Ле Ваше и подъемный мост. Эти две башни превращены в два боковых павильона с башенками и выступающими бойницами. Супруги также основали около замка часовню, посвященную Марии Магдалине, поскольку церковь Байо (Bailleau) находилась более чем в трех километрах от замка.
В 1813 году замок вместе со всей мебелью продан Николя Франсуа Бартелеми, бывшего инспектором этой области и проживавшего в Париже. В 1860 году после смерти Николя замок отходит его двум сыновьям: Эдуарду (1803—1880) и Огюсту (1802—1886).
Согласно местным упоминаниям, братья Бартелеми были близкими друзьями Александра Дюма, который совершил несколько поездок в замок Levéville, кроме того, говорилось, что он был влюблен в мадам Огюст, урождённую Полину де Балтус.
Оба брата Бартелеми проживали в замке Levéville и в период между 1860 и 1880 годами внесли много улучшений в замок. Покрытие замка из крупного шифера заменяется более легким. Фасад со стороны двора открывают три центральных окна на первом этаже, а два боковых овальных окошка с каждой стороны фронтона были удалены и заменены тремя большими окнами в камне. В башнях со стороны двора были сделаны небольшие отверстия. Часть старой плитки на первом этаже и дубовые полы были удалены и заменены новыми. Прихожая выложена мрамором, а перед каждой дверью установлены инкрустированные панели.

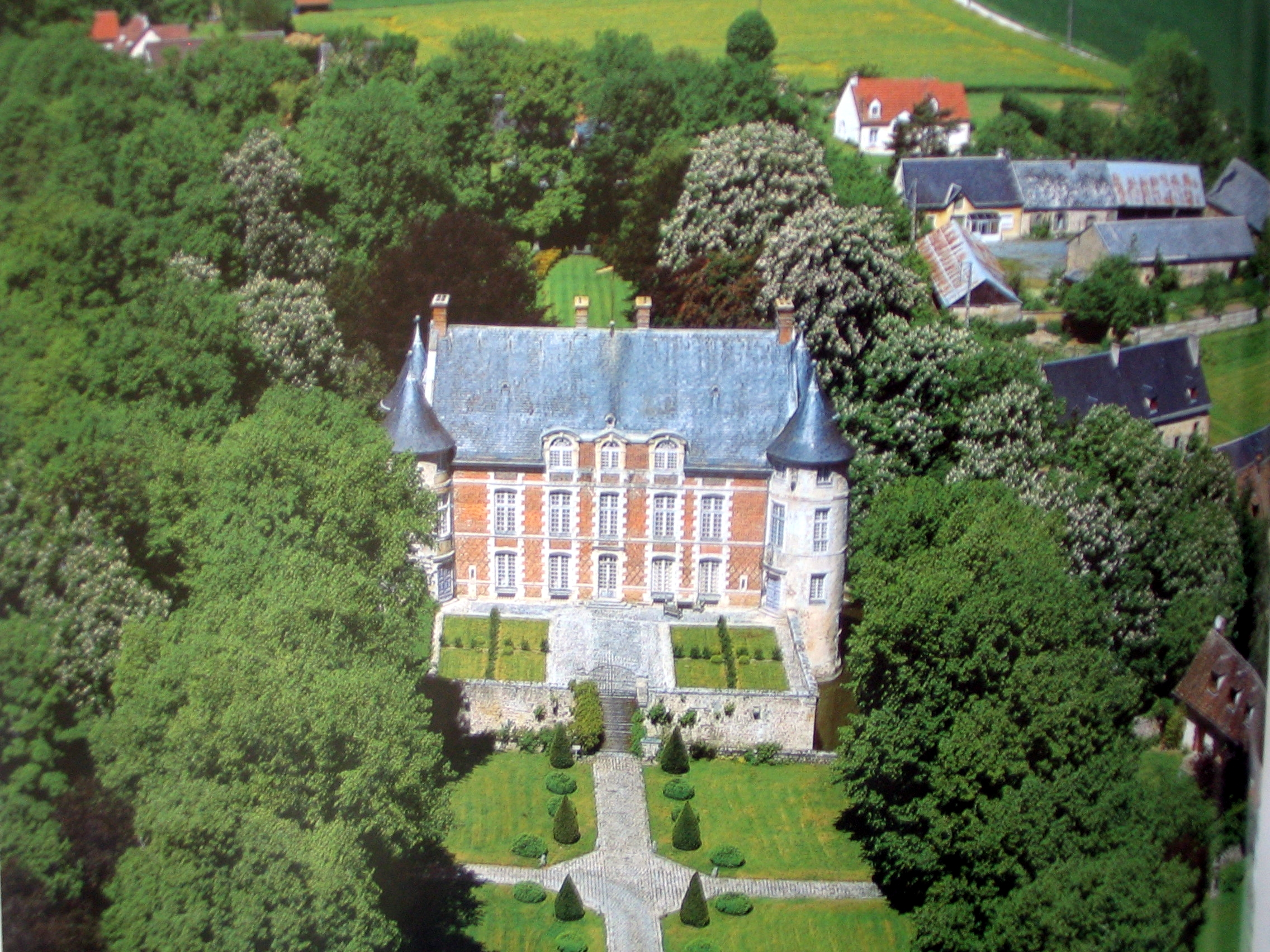
Левевиль

Во время Второй мировой войны замок был разграблен. Во время оккупации, немцы использовали замок как командный пункт, и в 1944 году во время освобождения он перешёл в руки войск США. После войны замок и хозяйственные постройки сдавались в аренду с 1946 по 1956 год Министерству юстиции.
Новый сад был переделан в 1971 году. Некоторые остатки старинного парка были сохранены и присоединены к новому саду. Было посажено много граба и тиса в задней части замка, кроме того во дворе по обе стороны от прохода как были посажены декоративный кустарник под стрижку. Рядом был построен пруд с новым посадками граба у подножия старых деревьев.
В 2005 году замок был продан Алексею Сёмину, владельцу Инвестиционной группы компаний ASG. Виртуальный 3D-тур по замку можно просмотреть на сайте Международного института антиквариата ASG